# Michael Shifter
Michael Shifter es el presidente del Diálogo Interamericano (Inter-American Dialogue). Desde 1993, el Shifter ha sido profesor adjunto en la escuela de Asuntos Exteriores de la Universidad de Georgetown, donde enseña sobre las políticas de América Latina. El Sr. Shifter escribe y expone frecuentemente sobre las relaciones entre Estados Unidos y América Latina, así como sobre asuntos hemisféricos. Sus artículos más recientes han aparecido en las principales publicaciones del continente como The New York Times, Foreign Affairs, Foreign Policy, The Washington Post, Los Angeles Times, Journal of Democracy, Harvard International Review, Clarin, O Estado de S. Paulo, y Cambio, y es coeditor, junto con Jorge I. Domínguez, del libro Constructing Democratic Governance in Latin America publicado por Johns Hopkins University Press. Previo a su trabajo con el Diálogo Inter-Americano, el Sr. Shifter dirigió el programa de América Latina y el Caribe para el National Endowment for Democracy, y anteriormente el programa del Ford Foundation de gobernanza y derechos humanos para el cono sur y la región andina basado en Lima, Perú y posteriormente Santiago, Chile.

## Estudios
Shifter es graduado de Oberlin College, Ohio, para luego completar un masterado de Sociología en la Universidad de Harvard.

## Carrera
Antes de unirse al Diálogo Interamericano, Shifter dirigió el programa de América Latina y el Caribe en el National Endowment for Democracy de enero de 1993 a marzo de 1994. Antes de eso, a partir de 1987, dirigió el programa de gobernanza y derechos humanos de la Fundación Ford en la región Andina y Cono Sur, donde se estableció, primero, en Lima, Perú y luego en Santiago, Chile. A mediados de la década de 1980, fue representante en Brasil ante la Fundación Interamericana donde también trabajó en la Oficina de Investigación y Evaluación.
Ha consultado para la Fundación Ford, la Fundación Kellogg, el Banco Interamericano de Desarrollo, el Banco Mundial, la Agencia para el Desarrollo Internacional, Oxfam America y la Agencia Sueca de Desarrollo Internacional. En 2000, el Sr. Shifter dirigió un grupo de trabajo independiente sobre la política estadounidense en Colombia, organizado por el Diálogo y el Consejo de Relaciones Exteriores y copresidido por el Senador Bob Graham y el exasesor de seguridad nacional Brent Scowcroft. El Sr. Shifter es entrevistado regularmente por una variedad de medios estadounidenses y latinoamericanos. Desde 1993, Shifter ha sido profesor adjunto en la Escuela de Servicio Exterior de la Universidad de Georgetown, donde enseña política latinoamericana. Desde 1994, Shifter ha desempeñado un papel importante en la configuración de la agenda del Diálogo, la puesta en marcha de artículos e informes relevantes para las políticas, así como la implementación de la estrategia programática de la organización en relación con los países andinos. Reconocimientos. Desde 1996, ha testificado regularmente ante el Congreso sobre la política estadounidense hacia América Latina.

## Publicaciones
- Countering Criminal Violence in Central America, Council on Foreign Relations, 2012.
- Constructing Democratic Governance in Latin America, Johns Hopkins University Press, Con Jorge Domínguez, 2008.
- Promesas Incumplidas: América Latina Hoy, The Dialogue, 2019.